# 交往中卻像單相思
「交往中卻像單相思」（付き合ってるのに片思い）是日本的女子偶像組合Berryz工房的第15張单曲。2007年11月28日由PICCOLO TOWN发售。

## 概要
- 此單曲有2個版本，分別有「初回生産限定盤」和「CD ONLY」。「初回生産限定盤」收錄了「交往中卻像單相思」的PV。
- 在12月10日於公信榜單曲週排行榜取得第6位。
- 在第58回NHK紅白歌合戰與早安少女組。和℃-ute以組曲形式演出，曲目為LOVE MACHINE - The☆Pea～ce! - 戀愛革命21 - 交往中卻像單相思 - 都會女孩 純情 - LALALA　幸福之歌。

## 收錄内容

### CD（初回生産限定盤 、 CD ONLY）
CD
1. 交往中卻像單相思
（作詞・作曲：淳君 編曲：大久保薫）
2. 我們是! Berryz假面（我ら! Berryz仮面）
（作詞・作曲：淳君 編曲：山崎淳）
3. 交往中卻像單相思（Instrumental）

### DVD（初回生産限定盤）
1. 交往中卻像單相思（Dance Shot Ver.）